# Ole Stenen
Ole Stenen (Øyer, 29 agosto 1903 – Oslo, 23 aprile 1975) è stato un fondista, combinatista nordico e sciatore di pattuglia militare norvegese.

## Biografia
In un'epoca di dilettantismo puro Ole Stenen, che quotidianamente lavorava come postino nel suo paese natale, fu uno degli elementi di maggior spicco della forte nazionale di sci nordico della Norvegia negli anni venti-trenta. Nel 1928 fu membro della squadra che vinse l'oro nella pattuglia militare ai II Giochi olimpici invernali, nel cui programma la disciplina figurava come sport dimostrativo, e vinse il titolo nazionale di combinata nordica, senza tuttavia essere convocato anche per questa disciplina ai Giochi di Sankt Moritz 1928. Nell'edizione successiva di Lake Placid 1932 vinse invece la medaglia d'argento con il punteggio di 436,05, posizionandosi dietro al connazionale Johan Grøttumsbråten.
Ai Mondiali del 1929, a Zakopane, ottenne l'argento nella combinata nordica, superato solo da Hans Vinjarengen; due anni dopo, a Oberhof 1931, conquistò l'oro nella 50 km di fondo, divenendo così il primo norvegese a vincere tale competizione ai Mondiali. Nella stessa stagione vinse anche la 50 km di fondo di Holmenkollen, un altro titolo nazionale di combinata nordica e fu insignito, insieme a Vinjarengen, della medaglia Holmenkollen.
Chiuse la carriera dopo i Mondiali di Sollefteå 1934, ai quali fu quarto in combinata nordica e settimo nella 50 km di fondo.

## Palmarès

### Combinata nordica

#### Olimpiadi
- 1 medaglia[3]:
  - 1 argento (individuale a Lake Placid 1932)

#### Mondiali
- 1 medaglia:
  - 1 argento (individuale a Zakopane 1929)

#### Campionati norvegesi
- 2 medaglie[1]:
  - 2 ori (individuale nel 1928; individuale nel 1931)

### Sci di fondo

#### Mondiali
- 1 medaglia:
  - 1 oro (50 km a Oberhof 1931)

## Onorificenze
- Medaglia Holmenkollen (1931)